# Dillwynia glaberrima
Dillwynia glaberrima är en ärtväxtart som beskrevs av James Edward Smith. Dillwynia glaberrima ingår i släktet Dillwynia och familjen ärtväxter. Inga underarter finns listade i Catalogue of Life.